# تئاتر لایسییم
تئاتر لایسییِم (انگلیسی: Lyceum Theatre) یک سالن تئاتر متعلق به سازمان شوبرت در شهر نیویورک، آمریکا است.
این تئاتر که در سال ۱۹۰۳ تأسیس شده در منطقه تئاتر برادوی قرار دارد و دارای ۹۲۲ نفر ظرفیت است.

## نگارخانه

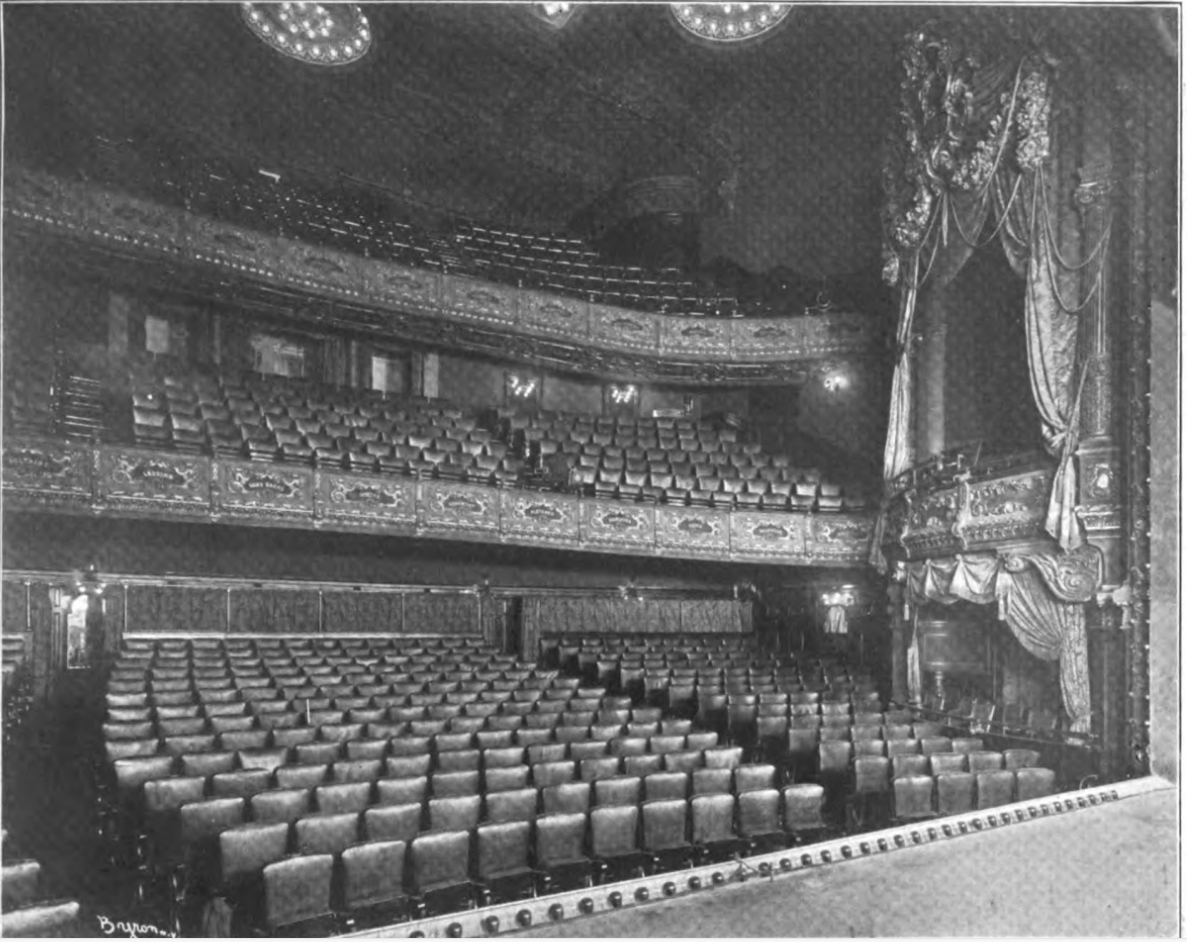
۱۹۰۴
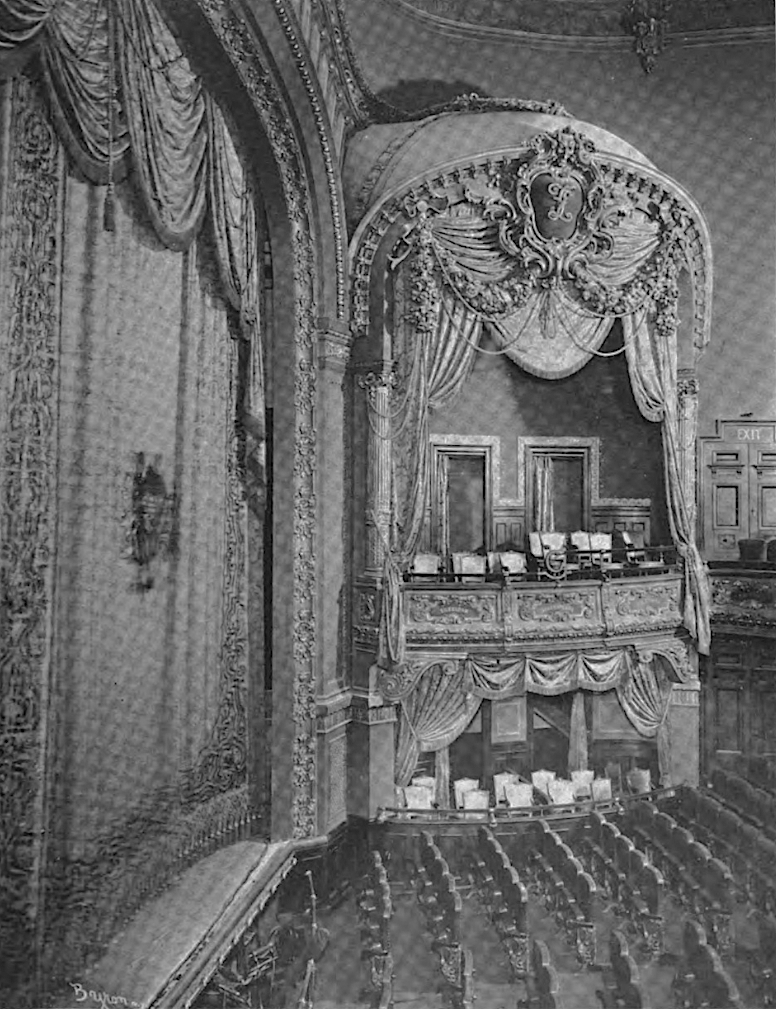
۱۹۰۴
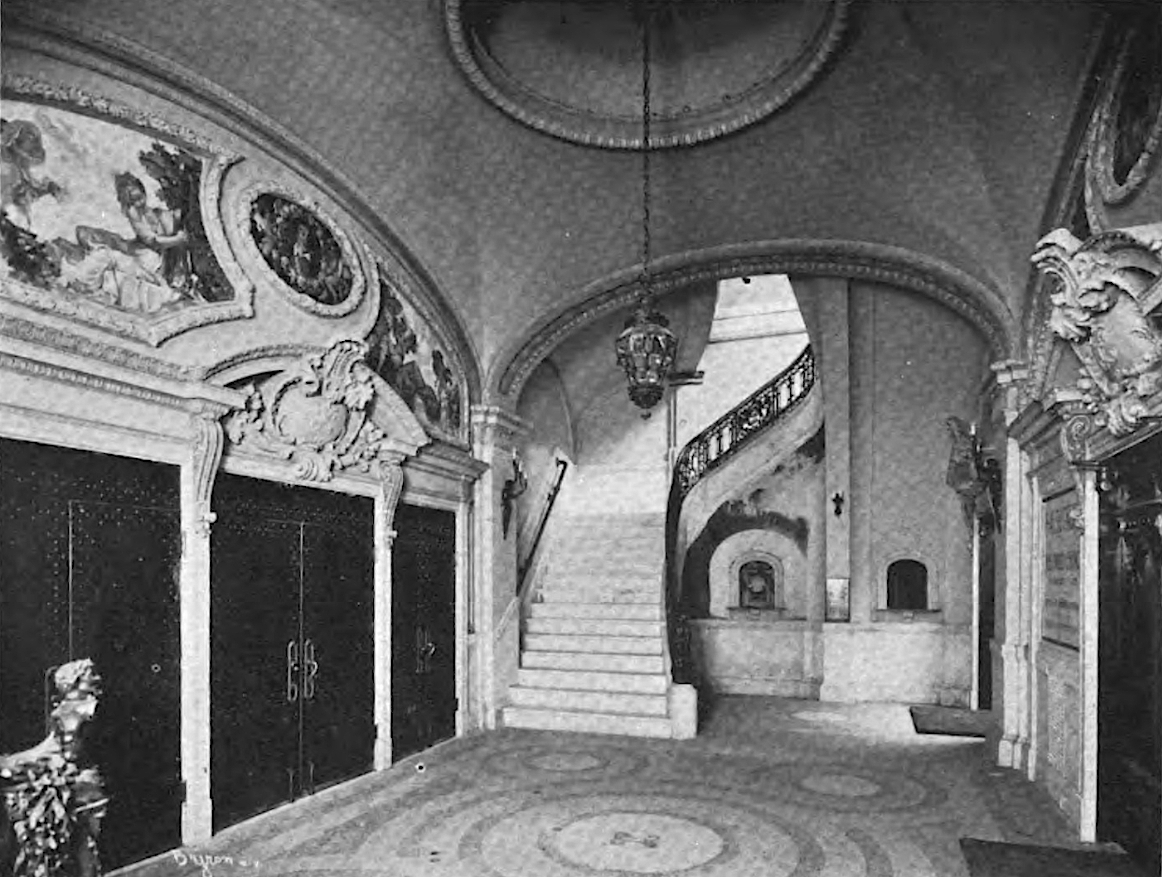
۱۹۰۴
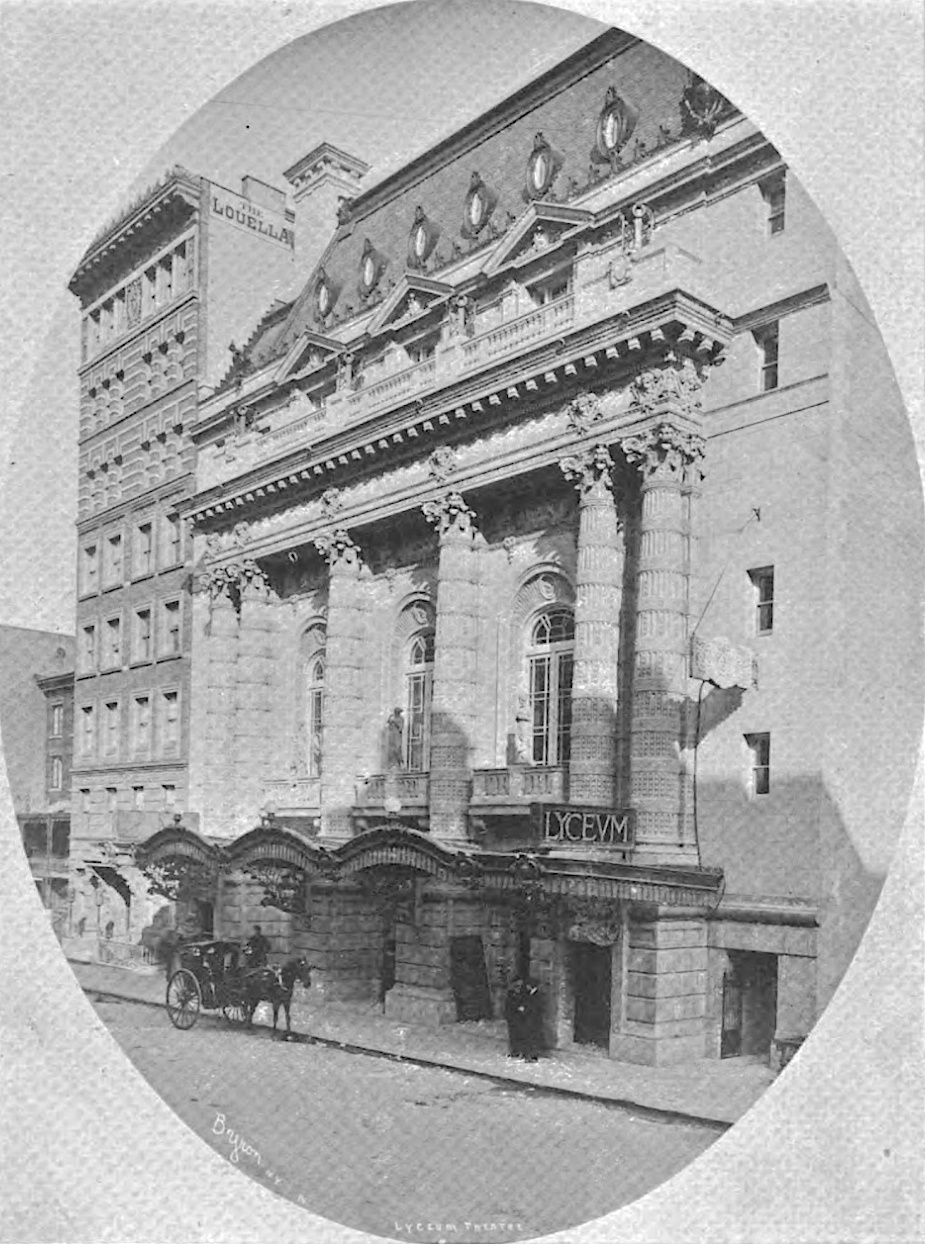
۱۹۰۴
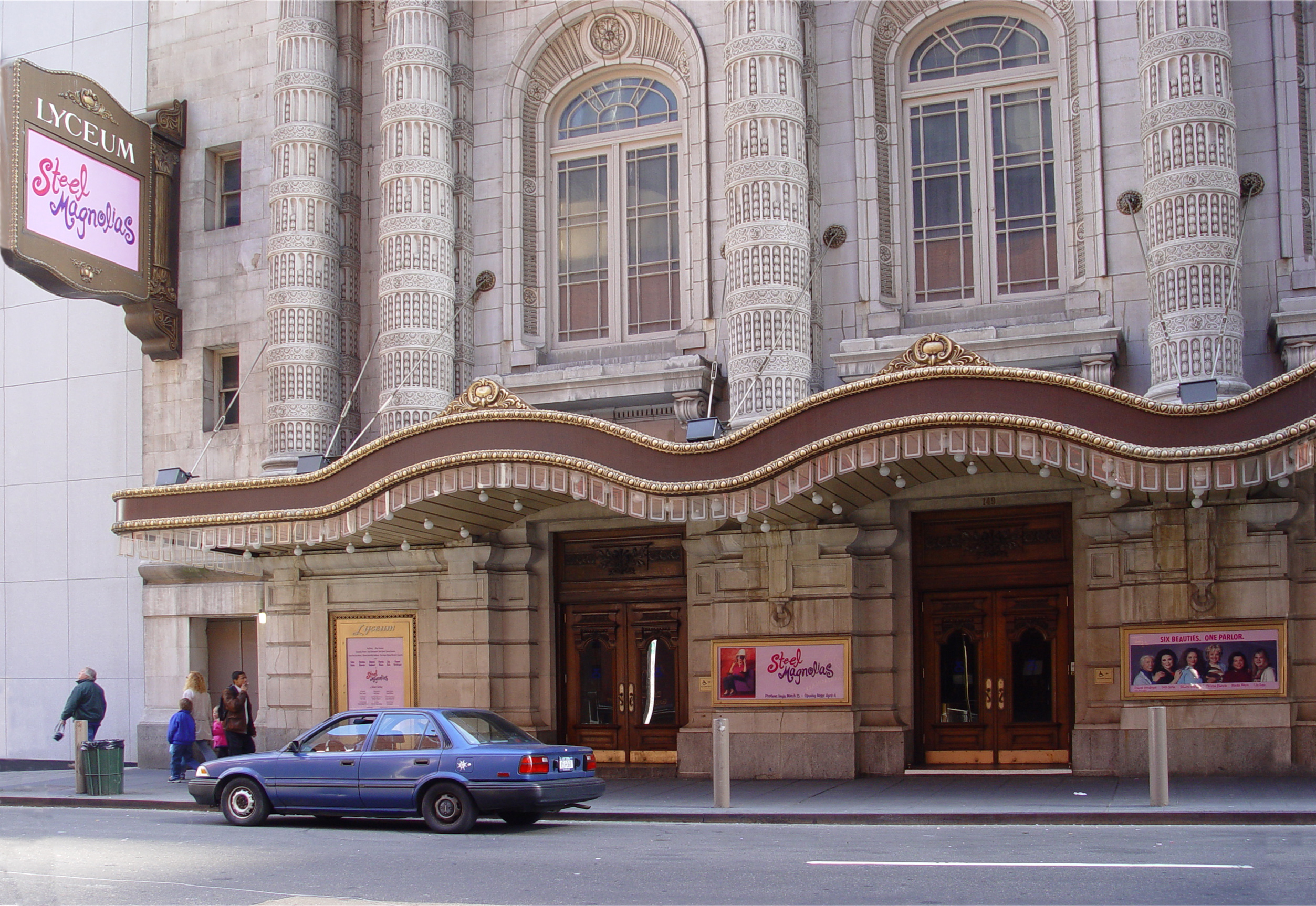